# Jarama (metropolitana di Madrid)
Jarama è una stazione della linea 7 della metropolitana di Madrid.
Si trova sotto alla Plaza de Guernica, nel comune di San Fernando de Henares.
La stazione prende il nome dal fiume Jarama.

## Storia
La stazione è stata inaugurata il 5 maggio 2007 insieme al tratto del MestroEste.

## Accessi
Vestibolo Jarama
- Plaza Guernica Plaza Guernica, (angolo con Avenida San Sebastián)
- Ascensor (Ascensore) Plaza Guernica, (angolo con Avenida San Sebastián)